# プレート

1:地殻、2:マントル、3a:外核、3b:内核、4:リソスフェア（≒プレート）、5:アセノスフェア

地球の断面構造。組成、鉱物相、力学性質から分類。

プレート（英: tectonic plate）は、地球の表面を覆う、十数枚の厚さ100kmほどの岩盤のこと。リソスフェア（岩石圏）とほぼ同じで、地殻とマントルの最上部を合わせたもの。

## プレートの動き
プレートには、大陸プレートと海洋プレートがあり、海洋プレートは大陸プレートよりも強固で密度が高いため、2つがぶつかると海洋プレートは大陸プレートの下に沈んでいくことになる。
また、地下のマグマの上昇によりプレートに亀裂ができ、連続してマグマが上昇し続けると、その後プレートが分断されて両側に分かれることになる。

## プレートのリスト
プレートテクトニクス仮説に基づくプレートのリストを以下に示す。

主要なプレートの位置図

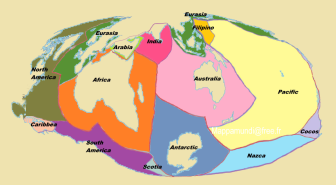
Tectonics plates (preserved surfaces)

### 大規模なプレート
プレートは大きく分けると、次の14 - 15枚とされている。一般的にはこれら14 - 15枚のプレートを地球上の全プレートと考える。
- ユーラシアプレート (Eurasian Plate)
- 北アメリカプレート (North American Plate)
- 南アメリカプレート (South American Plate)
- 太平洋プレート (Pacific Plate)
- ココスプレート (Cocos Plate)
- ナスカプレート (Nazca Plate)
- カリブプレート (Caribbean Plate)
- アフリカプレート (African Plate)
- 南極プレート (Antarctic Plate)
- アラビアプレート (Arabian Plate)
- インドプレート (Indian Plate)
- オーストラリアプレート (Australian Plate)
- フィリピン海プレート (Philippine Sea Plate)
- スコシアプレート (Scotia Plate) - 簡略図では南アメリカプレートの一部とすることもある。
- ファンデフカプレート (Juan de Fuca Plate) - 簡略図では北アメリカプレートの一部とすることもある。

### 小規模なプレート
上記の14 - 15枚のプレートを地球上の全プレートと考えると、GPSの観測などでは、1つのプレート内で移動速度が異なる部分があって、不自然となる。これを説明するために考え出されたのが、以下のプレートである。40枚程度存在する。これらはすべて、上記の14 - 15枚のプレートのどれかのグループに便宜的に分類されている。ただ、地質学的に見ても、親プレートと完全に切り離されて独立しているものもあるが、ほとんどは完全には切り離されておらず、一部がつながっている。
- エーゲ海プレート (Aegean Sea Plate)
- アルティプラーノプレート (Altiplano Plate)
- アムールプレート (Amurian Plate)
- アナトリアプレート (Anatolian Plate)
- バルモーラル暗礁プレート (Balmoral Reef Plate)
- バンダ海プレート (Banda Sea Plate)
- バーズヘッドプレート (Bird's Head Plate)
- ビルマプレート (Burma Plate)
- カロリンプレート (Caroline Plate)
- コンウェイ暗礁プレート (Conway Reef Plate)
- イースタープレート (Easter Plate)
- フツナプレート (Futuna Plate)
- ガラパゴスプレート (Galapagos Plate)
- イランプレート (Iranian Plate) - 下図では示されていない。イラン付近にあるプレート。異説もある。
- ヤンマイエンプレート (Jan Mayen Plate) - 下図では示されていない。アイスランド北東沖にあるやや小さなプレート。
- ファン・フェルナンデスプレート (Juan Fernandez Plate)
- ケルマデックプレート (Kermadec Plate)
- マヌスプレート (Manus Plate)
- マウケプレート (Maoke Plate)
- マリアナプレート (Mariana Plate)
- モルッカ海プレート (Molucca Sea Plate)
- ニューヘブリデスプレート (New Hebrides Plate)
- ニウアフォプレート (Niuafo'ou Plate)
- 北アンデスプレート (North Andes Plate)
- 北ビスマルクプレート (North Bismarck Plate)
- 北ガラパゴスプレート (North Galapagos Plate)
- オホーツクプレート (Okhotsk Plate)
- 沖縄プレート (Okinawa Plate)
- パナマプレート (Panama Plate)
- リベラプレート (Rivera Plate)
- サンドウィッチプレート (Sandwich Plate)
- シェトランドプレート (Shetland Plate)
- ソロモン海プレート (Solomon Sea Plate)
- ソマリアプレート (Somali Plate)
- 南ビスマルクプレート (South Bismarck Plate)
- スンダプレート (Sunda Plate)
- ティモールプレート (|Timor Plate)
- トンガプレート (Tonga Plate)
- ウッドラークプレート (Woodlark Plate)
- 揚子江プレート (Yangtze Plate)

### 埋没しているプレート
造山運動によって山塊の中に埋没しているプレート。
- アプリアプレート (Apulian plate)
- エクスプローラープレート (Explorer Plate)
- ゴルダプレート (Gorda Plate)

### その他のプレート
- 関東フラグメント (Kanto fragment) - 栃木県南部から神奈川県北部にかけての関東地方の地下深さ30〜100km付近に、厚さ25km、100km四方の太平洋プレートの断片が残存しているものと推定されている。このプレート断片とほかのプレートとの境界では、陸地下でありながらプレート間地震（海溝型地震）が発生すると考えられ、首都直下地震の要因の一つとなる可能性が指摘されている[1][2][3]。
- アリューシャンプレート - ベーリング海の海底を形成するとされるプレート。気象庁の石川有三らが主張しているが、あまり認知されていない。

### プレートの位置図
北アメリカ
ユーラシア
南アメリカ
ココス
ファンデフカ>
ナスカ
カリブ
南極
アフリカ
アラビア
インド・オーストラリア
太平洋
フィリ
ピン海
スコシア
インド
エーゲ海>
<アナトリア
ソマリア
アムール
オホー
ツク
揚子江
<沖縄
<マリアナ
ビルマ>
スンダ
<カロリン
<ケルマデック
   ニュー>
ヘブリデス
イースター>
         ファン・>
フェルナンデス
<アルティプラーノ
<サンド
ウィッチ
シェトランド>
<北アンデス
パナマ>
ガラパゴス>
リベラ>
画像ファイル（環境により文字がずれることもあります）

インド・オーストラリア
スンダ
モルッカ海>
バンダ海
ティモール
バーズヘッド
マウケ
画像ファイル（環境により文字がずれることもあります）

太平洋
ウッドラーク>
<北ビスマルク
南ビスマルク
<マヌス
<ソロモン海
画像ファイル（環境により文字がずれることもあります）

太平洋
<トンガ
<ニウアフォ
<フツナ
コンウェイ>
暗礁
バルモーラル>
暗礁
画像ファイル（環境により文字がずれることもあります）

凡例
- 線の色：紫=衝突型境界（沈み込み帯を除く）、赤=拡張型境界（海嶺や地溝）、黄緑=トランスフォーム断層、青=沈み込み帯
- 灰色の領域：プレートの衝突による造山運動がプレート内部まで及んで隆起が盛んな地域。構造線や断層帯が多数ある。
- 矢印：アフリカプレート基準の、各プレートの移動方向と速度（mm/年）
- 出典：

注意：環境によっては、リンクの位置が正しく表示されない場合がある。

### 過去に存在したとされるプレート
- イザナギプレート (Izanagi Plate)
- クラプレート (Kula Plate)
- ファラロンプレート (Farallon Plate)
- バンクーバープレート
- バルトプレート (Baltic Plate)
- ベリングスハウゼンプレート (Bellingshausen Plate)
- キンメリアプレート (Cimmerian Plate)
- インスラープレート (Insular Plate)
- インターモンテンプレート (Intermontane Plate)
- ラサプレート (Lhasa Plate)
- フェニックスプレート (Phoenix Plate)